# Idoteidae
Idoteidae (лат.) — семейство равноногих ракообразных из подотряда створчатоногие (Valvifera). Известно около 170 видов.

## Описание
Мелкие шиповатые раки вытянутой формы. Тело прямое, более или менее уплощённое или полуцилиндрическое, или сильно сводчатое; сужается кзади. Голова и переонит 1 свободные, или слиты (только Crabyzos, Lyidotea). Голова более или менее полуцилиндрическая. Переонит 4 сходной длины с переонитом 3. Плеониты 1 и 2 сочленяются друг с другом и слитым плеотельсоном, или плеонит 1 сочленяется со слитым плеотельсоном, или все плеониты слиты в плеотельсон (другие плеониты иногда указаны латерально или дорсально). Тело гладкое или слабо скульптурированное, или разнообразно шиповатое или шершавое. Дорсальные коксальные пластинки 2—7 более или менее вентрально расширены над основаниями переоподов (коксальные пластинки часто очень редуцированы), или 5—7 расширены над основаниями переоподов и маргинальные тергиты на переонитах 2—4 (только Synidotea), или 2—7 остаточные и с расширенными маргинальными тергитами (только Synischia). Глаза хорошо развиты, либо редуцированы или утрачены.

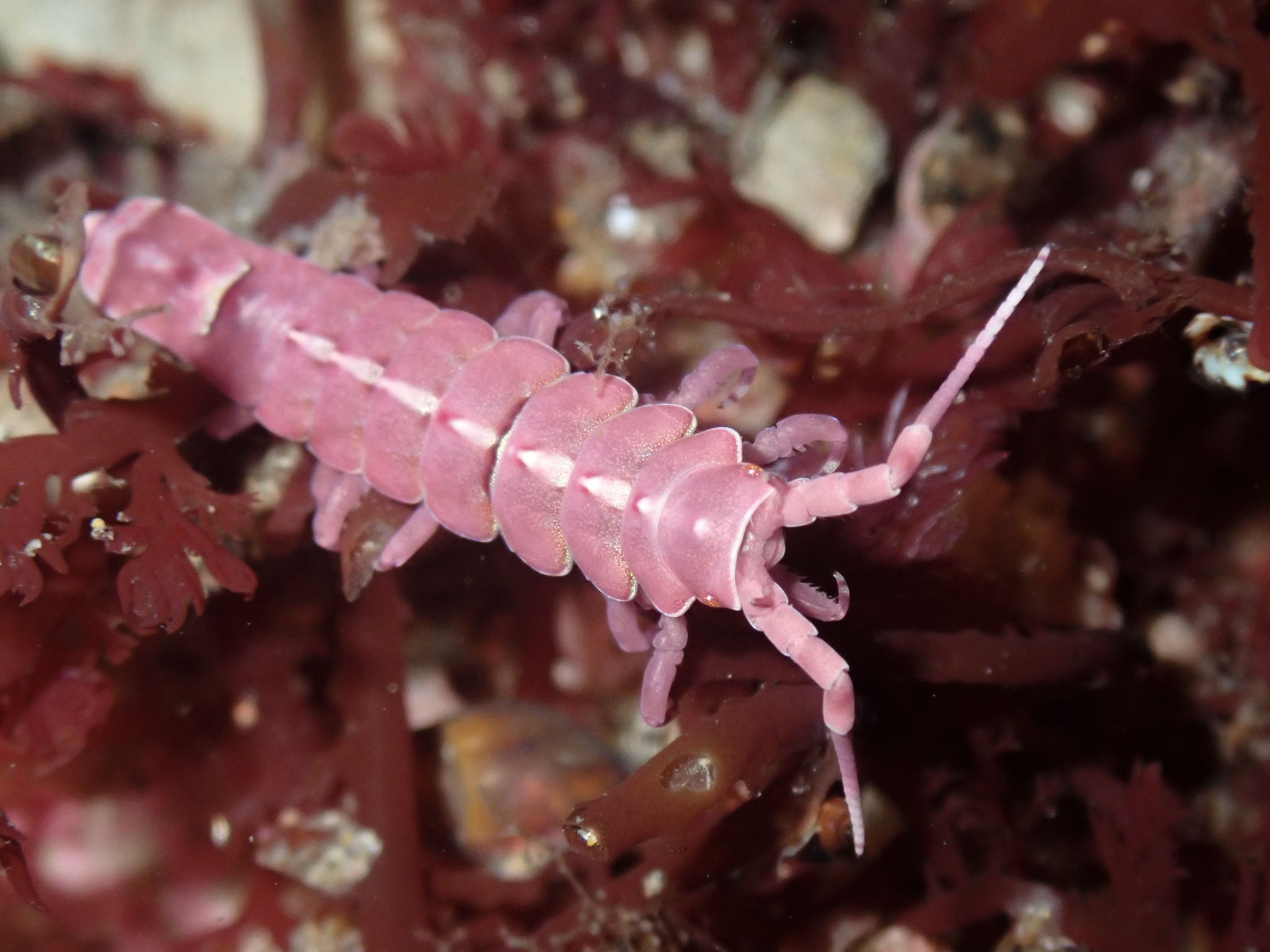
Pentidotea aculeata
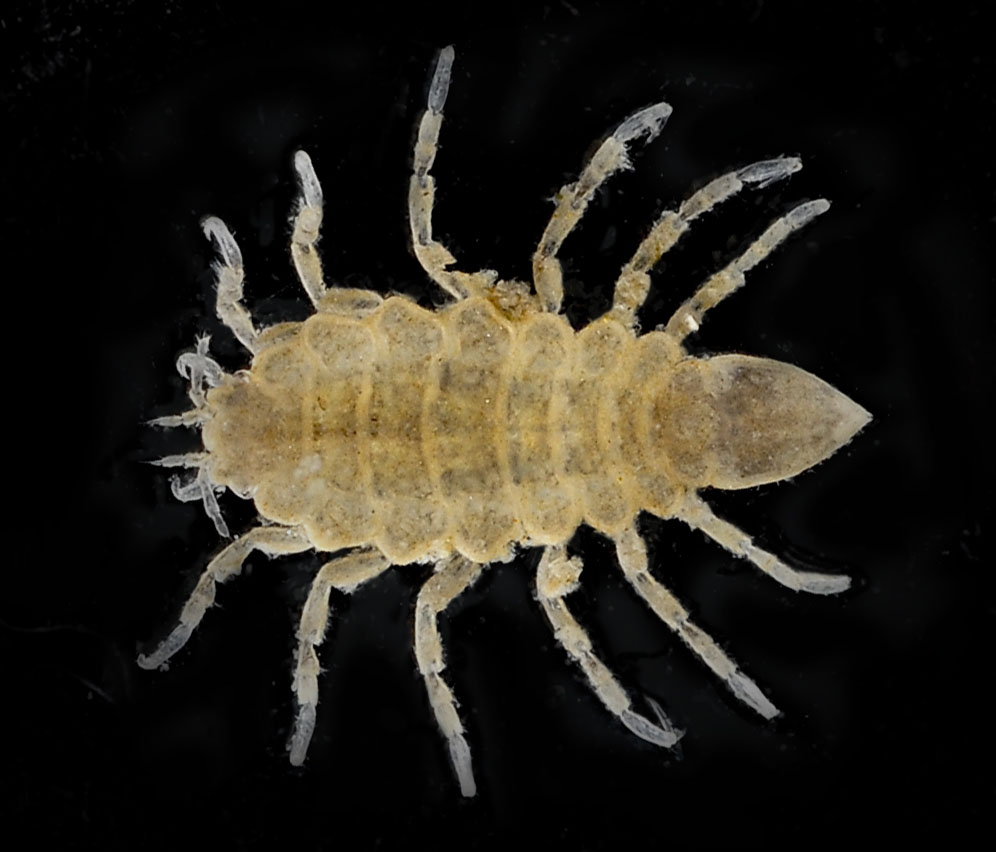
Edotia triloba
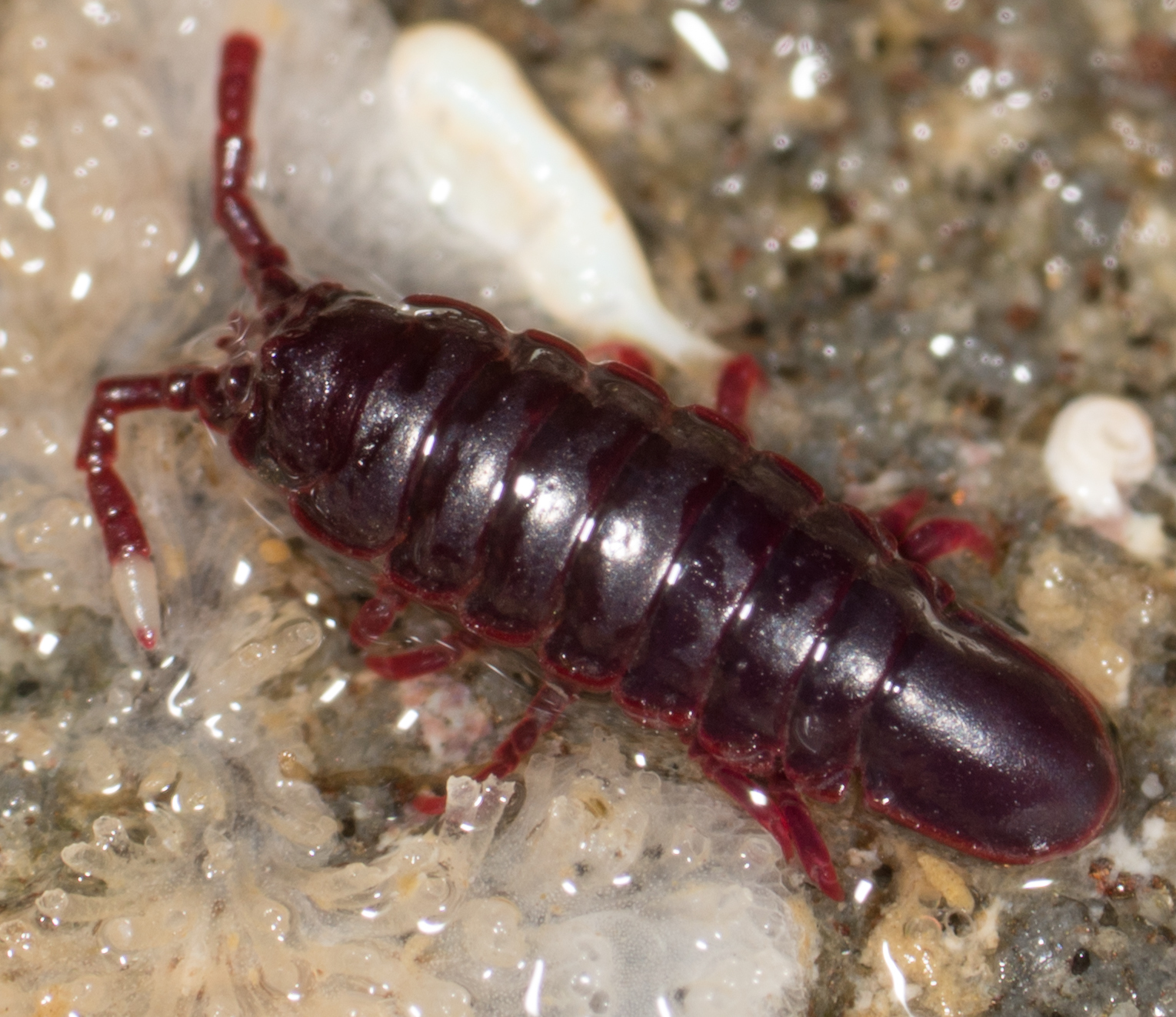
Colidotea rostrata

## Классификация и распространение
Около 25 родов и около 170 видов. Мелководные виды, и в Австралии лишь немногие виды встречаются на глубине более 20 м. Большинство из них связаны с морской травой и водорослями и, вероятно, являются травоядными. Разнообразие наиболее велико в умеренных водах Южного полушария, а самый плезиоморфный род, Austridotea, обитает только в пресноводных ручьях южной части Новой Зеландии. Только самый крупный род Synidotea (более 50 видов) богат видами в Северном полушарии.
- Austridotea Poore, 2001
- Batedotea Poore & Lew Ton, 1993
- Cleantiella Richardson, 1912
- Colidotea Richardson, 1899
- Crabyzos Bate, 1863
- Edotia Guérin-Méneville, 1843
- Engidotea Barnard, 1914
- Erichsonella Benedict in Richardson, 1901
- Euidotea Collinge, 1917
- Eusymmerus Richardson, 1899
- Glyptidotea Stebbing, 1902
- Idotea Fabricius, 1798
- Lyidotea Hale, 1929
- Moplisa Moreira, 1974
- Parasymmerus Brusca & Wallerstein, 1979
- Paridotea Stebbing, 1900
- Pentias Richardson, 1904
- Pentidotea Richardson, 1905
- Platidotea Park & Wägele, 1995
- Stenosoma Leach, 1814
- Synidotea Harger, 1878
- Synischia Hale, 1924